# Biorhythmus (Mantik)
Biorhythmus ist in der Mantik eine unbelegte Hypothese, die besagt, dass die physische und die intellektuelle Leistungsfähigkeit sowie der Gemütszustand des Menschen bestimmten Rhythmen unterworfen sind, die bei allen Menschen gleich sind und mit dem Tag der Geburt beginnen. Diese werden in einem Biorhythmogramm dargestellt.

Biorhythmogramm der ersten 66 Tage nach der Geburt nach Swoboda/Fließ

## Biorhythmushypothese
Die Biorhythmik nach Swoboda/Fließ geht von drei „Rhythmen“ mit unterschiedlicher Periodendauer aus:
- körperlicher Rhythmus (23 Tage)
- emotionaler Rhythmus (28 Tage)
- geistiger Rhythmus (33 Tage)

Bei der Geburt sollen diese Rhythmen wellenartig mit ihrer ersten Periode positiv anfangen, nach einer halben Periodenlänge die Null–Linie überqueren und dann in eine negative Phase gehen. Am Ende der Periode erfolgt wieder ein Umschlag in den positiven Bereich. Alle Übergänge, das heißt von positiv zu negativ und umgekehrt, sollen kritische Tage, also potentiell „schlechte“ Tage, sein. Kommt es nun bei allen drei Phasen zu einem Übergang am selben Tag, kann das laut der biorhythmischen Lehre krisenhafte Folgen haben – während das Zusammentreffen positiver Tage besonders gute Tage zur Folge haben soll.
Die Basis für diese simple Rechnung wurde zu Beginn des 20. Jahrhunderts durch den Wiener Psychologen Hermann Swoboda und den Berliner Arzt Wilhelm Fließ gelegt. Fließ glaubte, in den Krankenakten seiner Patienten übereinstimmend Regelmäßigkeiten entdeckt zu haben und formulierte diese zunächst in seiner Periodenlehre. Sie versuchten, so hinter den „guten“ und „schlechten“ Momenten eines Lebens eine Gesetzmäßigkeit zu entdecken.
Der Biorhythmus nach Swoboda/Fließ wiederholt sich alle 23 × 28 × 33 Tage, entsprechend also nach etwa 58 Jahren und 2 Monaten, im Laufe eines durchschnittlichen Menschenlebens also höchstens einmal.
Hohe Popularität erlangte der Biorhythmus nach Swoboda/Fließ in den 1980er Jahren mit dem Aufkommen der ersten programmierbaren Taschenrechner und Heimcomputer. Das Lebensalter in Tagen und der daraus resultierende Biorhythmuszustand konnte durch einfach zu schreibende und zu bedienende Programme schnell berechnet werden. Heute sind Arbeitsblätter mit Berechnungsformeln für gängige Tabellenkalkulationsprogramme verfügbar. Die dabei verwendeten Berechnungsformeln gehen dabei immer auf dieselbe Hypothese (Swoboda/Fließ) zurück.

## Kurvenform
Überwiegend werden die drei Biorhythmen nach Swoboda/Fließ mit einer einfach zu berechnenden Sinuskurve dargestellt.
Die Autoren Paungger / Poppe postulieren dagegen eine asymmetrische Kurvenform. Diese soll langsamer ansteigen und erst kurz vor dem Nulldurchgang ihr Maximum erreichen, um dann abrupt abzufallen. Da die sich hier kurz vor den Wechseltagen ergebenden Hoch- und Tief-Phasen am wirkungsstärksten seien, könne dieser als ursprünglich angenommene Verlauf auch „erspürt“ werden.

## Abgrenzung
Von der unbelegten Biorhythmushypothese nach Swoboda/Fließ abzugrenzen sind die biologischen Rhythmen der Chronobiologie, die mit naturwissenschaftlichen Methoden die zeitliche Organisation von Lebewesen untersucht. Chronobiologische Rhythmen, die in Biologie und Medizin beschrieben werden, unterliegen natürlichen Schwankungen, weshalb diese streng periodischen Zyklen des Biorhythmus nach Swoboda/Fließ für die wissenschaftliche Biologie und Medizin nicht plausibel sind und zudem Erkenntnissen der biologischen Wissenschaften widersprechen. Daher werden in der Chronobiologie die starren und vom Zeitpunkt der Geburt abgeleiteten Rhythmen der Biorhythmushypothese abgelehnt.
Die von der Biorhythmushypothese postulierten Langzeitrhythmen sind nicht messbar und wissenschaftlich nicht belegt; so hob sich in einer Studie die Trefferquote bei der Voraussage der Wahrscheinlichkeit eines Unfalls mittels der Methoden der Biorhythmushypothese in einer Studie, bei der 3000 Verkehrsunfälle ausgewertet wurden, nicht von statistischen Zufallswerten ab.
Um Missverständnisse zu vermeiden, wird innerhalb der Chronobiologie der Begriff biologische Rhythmen verwendet, was sich allerdings im alltäglichen Sprachgebrauch nicht durchgesetzt hat.